# Munida intermedia
Munida intermedia är en kräftdjursart som beskrevs av A. Milne Edwards och Eugène Louis Bouvier 1899. Munida intermedia ingår i släktet Munida, och familjen trollhumrar. Arten har ej påträffats i Sverige.